# Anna Sadowska
Anna Sadowska  (ur. 20 marca 1937 we Lwowie, zm. 10 października 2005 we Wrocławiu) – polska paleobotanik, profesor nauk biologicznych, wykładowca Uniwersytetu Wrocławskiego.

## Życiorys
Urodziła się 20 marca 1937 we Lwowie, a po zakończeniu II wojny światowej osiadła we Wrocławiu, gdzie ukończyła szkołę średnią i podjęła studia botaniczne na Uniwersytecie Wrocławskim. W 1962 r. zaczęła pracę w zakładzie paleobotaniki katedry botaniki pod kierunkiem dr. Anny Stachurskiej – specjalizowała się w palinologii neogenu i morfologii sporomorfów.
W 1970 obroniła doktorat pod kierunkiem prof. Stachurskiej. W 1974 jej zakład przeniesiono w struktury Wydziału Nauk o Ziemi, a rok później Sadowska objęła kierownictwo zakładu. Pomimo obowiązków administracyjnych, kontynuowała pracę dydaktyczną, prowadząc wykłady z paleobotaniki i geologii kenozoiku. W następnych latach często współpracowała z geologami i geomorfologami, udzielając konsultacji stratygraficznych.
W 1978 uzyskała habilitację na Uniwersytecie Jagiellońskim na podstawie pracy o wegetacji i stratygrafii warstw węglowych górnego miocenu w południowo-zachodniej Polsce. Po habilitacji współpracowała z prof. Alfredem Jahnem i prof. Marią Łańcuką-Środoniową nad badaniem warstw plioceńskich w Kłodzku. W 1990 r. została profesorem nadzwyczajnym, a 10 lat później uzyskała tytuł profesora. W tym okresie była również prodziekanem ds. studentów. W działalności naukowej współpracowała z zespołami z instytutów Polskiej Akademii Nauk w Krakowie i Warszawie oraz Państwowego Instytutu Geologicznego. Współpraca z palinologami trzeciorzędu umożliwiła jej natomiast rozwinięcie badań nad sporomorfami trzeciorzędowymi.
Autorka ok. 100 publikacji naukowych w czasopismach polskich i zagranicznych oraz (wraz z prof. Sonią Dybową-Jachowicz) podręcznika Palinologia. Miała znaczącą rolę w rozpoznaniu zmian paleoflory, paleoklimatu i biostratygrafii wielu warstw trzeciorzędowych południowo-zachodniej Polski. Promotorka trzech doktoratów i licznych prac magisterskich. Była członkiem m.in. Komitetów Botaniki, Paleontologii i Nauk o Ziemi Polskiej Akademii Nauk, Polskiego Towarzystwa Geologicznego i Opolskiego Towarzystwa Przyjaciół Nauk.
Zmarła 10 października 2005 r. we Wrocławiu i została pochowana na Cmentarzu Osobowickim we Wrocławiu. 

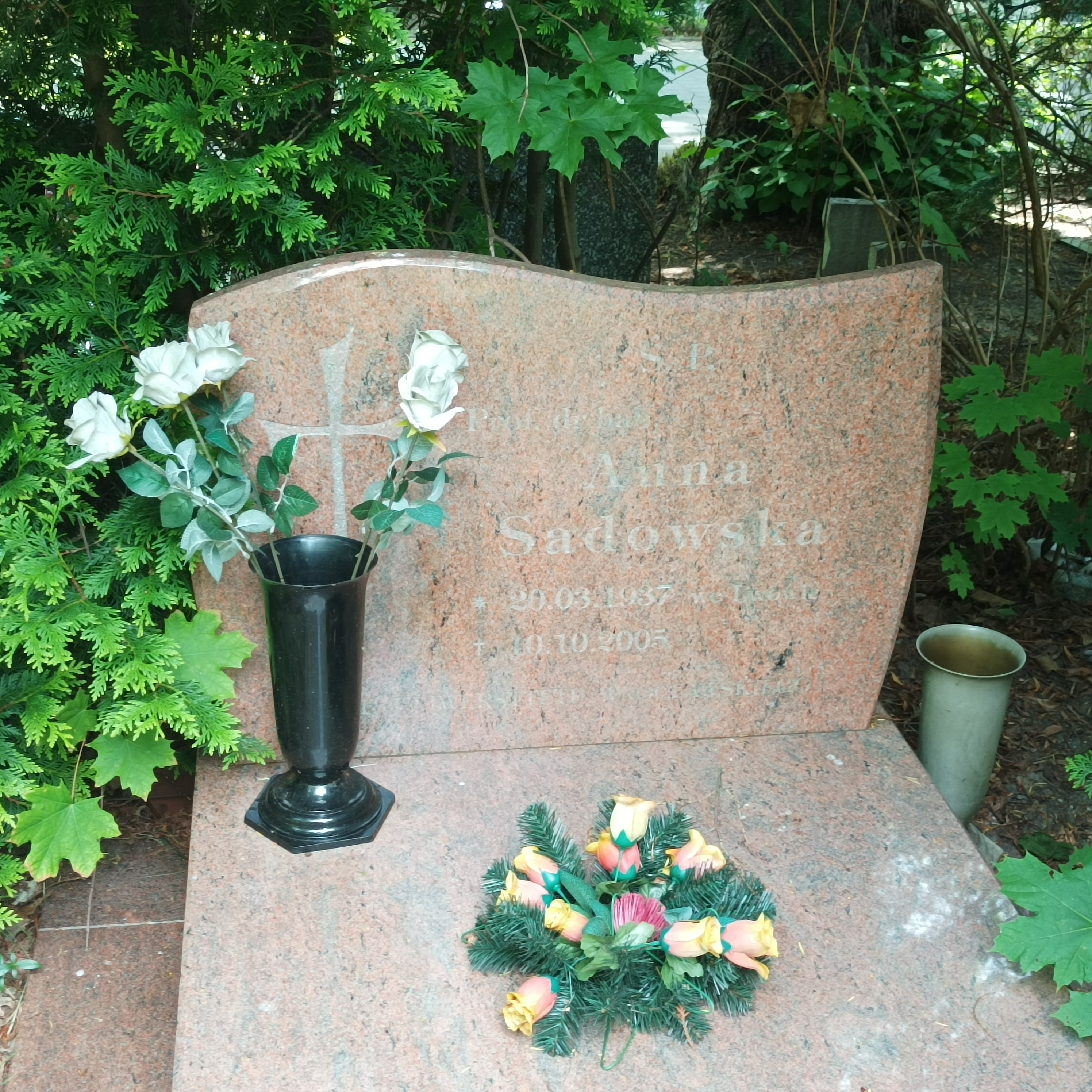
Grób prof. Anny Sadowskiej na Cmentarzu Osobowickim